# Josef Polig
Josef Polig (* 9. listopadu 1968, Sterzing, Itálie) je bývalý italský alpský lyžař.
Na olympijských hrách v Albertville roku 1992 vyhrál kombinační závod. Byl spíše univerzálním lyžařem – nevyhrál sice žádný závod světového poháru, patří však k několika málo lyžařům, kteří se umístili v první desítce všech pěti disciplín. Nejvyšším celkovým umístěním ve světovém poháru bylo čtvrté místo v kombinaci z roku 1992. Jeho nejlepším výsledkem na mistrovství světa bylo deváté místo v kombinaci roku 1989. V kombinaci je i dvojnásobným mistrem Itálie (1988, 1993).
Roku 1995 ukončil závodní kariéru. Poté se živil jako lyžařský instruktor a obchodoval s typickými místními potravinářskými produkty, především jihotyrolským špekem. Tento svůk byznys rozjel již jako závodník, proto měl mezi lyžaři přezdívku Joe-Speck.